# Troy Nyhammer
Troy Nyhammer, né le 19 août 2006 à Bømlo en Norvège, est un footballeur norvégien, qui évolue au poste d'ailier droit au FK Haugesund.

## Biographie

### En club
Né à Bømlo en Norvège, Troy Nyhammer joue pour le Bremnes IL avant de rejoindre le FK Haugesund. Le 12 décembre 2021, à quinze ans, il signe son premier contrat professionnel avec le club.
Nyhammer joue son premier match en professionnel le 25 mai 2023, lors d'une rencontre de coupe de Norvège face au Staal Jørpeland IL (en). Il entre en jeu et son équipe s'impose par deux buts à un. Il découvre l'Eliteserien, l'élite du football norvégien, jouant son premier match contre le Tromsø IL, le 29 mai 2023. Il entre en jeu et son équipe est battue par deux buts à un.

### En sélection
Troy Nyhammer représente l'équipe de Norvège des moins de 17 ans de 2022 à 2023 pour un total de treize matchs joués, dont sept en tant que titulaire.
Nyhammer aurait pu participer au Championnat d'Europe des moins de 19 ans en 2024. Mais son club, le FK Haugesund, a refusé sa participation pour qu'il puisse participer aux matchs de l'équipe première durant l'été.